# 민족화합민주통일방안
민족화합민주통일방안(民族和合民主統一方案)은 1982년 1월 22일 대한민국의 12대 대통령인 전두환이 국정연설에서 발표한 통일방안이다.

## 개요
주요 내용은 다음과 같다.

1. 양측 주민들의 뜻을 대변하는 남북한 대표들로 '민족통일협의회의'를 구성한다.
2. 협의기구에서 민족 ·민주 ·자유 ·복지의 이상을 추구하는 통일민주공화국의 완성을 위한 통일헌법 초안을 마련한다.
3. 남북한 전역에서 민주방식의 자유로운 국민투표를 실시하여 헌법안을 확정 ·공포한다.
4. 확정된 통일헌법에 따라 총선거를 실시하여 통일국회와 정부를 구성함으로써 통일을 완성한다.

## 영향
이러한 전두환 정부의 통일 정책은 조선민주주의인민공화국의 지속적인 거부로 성과를 얻지 못하였다.

## 같이 보기
- 한국의 통일 방안